# Ludwig Rellstab (szachista)
Ludwig Rellstab (ur. 22 listopada 1904 w Berlinie, zm. 14 lutego 1983 w Wedlu) – niemiecki szachista, dziennikarz i autor książek szachowych, mistrz międzynarodowy od 1950 roku.

## Kariera szachowa
Wielokrotnie startował w finałach indywidualnych mistrzostw Niemiec, dwukrotnie zdobywając medale: złoty (Bad Oeynhausen 1942) oraz brązowy (Bad Oeynhausen 1937). W 1936 r. uczestniczył w nieoficjalnej olimpiadzie szachowej rozegranej w Monachium, w której szachiści niemieccy zajęli III miejsce. W latach 1950–1954 trzykrotnie startował w szachowych olimpiadach, największy sukces odnosząc w 1950 r. w Dubrowniku, gdzie szachiści Republiki Federalnej Niemiec zdobyli brązowe medale. Oprócz tego, w 1957 r. reprezentował narodowe barwy podczas rozegranych w Wiedniu drużynowych mistrzostwach Europy.
Odniósł szereg sukcesów w turniejach międzynarodowych, m.in. w Swinemünde (1930, III m. za Friedrichem Sämischem, Salomonem Flohrem), Bad Saarow (1935, II-III m.), Sopocie (1935, III m. oraz 1937, I m.), Berlinie (1937, I-II m. wspólnie z Carlosem Guimardem oraz 1938, I-II m.), Bad Elster (1937, I-II m. wspólnie z Jefimem Bogoljubowem), Bad Harzburg (1939, III m.), Stuttgarcie (1947, I m.), Bad Nauheim (1948, II m. za Wolfgangiem Unzickerem), Bremerhaven (1948, I m.), Duisburgu (1948, II m.), Cuxhaven (1950, I-III m.), Wijk aan Zee (1952, turniej Hoogovens Beverwijk, III-IV m. za Maxem Euwe'em, Albéricem O’Kelly de Galwayem, wspólnie z Danielem Yanofskym), Viborgu (1957, I m.) oraz Madrycie (1959, III-IV m. za Francisco José Pérezem i Arturo Pomarem Salamanką, wspólnie z Románem Toránem Albero).
Według retrospektywnego systemu Chessmetrics, najwyżej sklasyfikowany był w kwietniu 1938 r., zajmował wówczas 25. miejsce na świecie.
Był autorem kilku książek traktujących o tematyce debiutowej, m.in.: Eröffnungen. Offene Spiele (Lipsk 1936), Die Spanische Partie oraz Damengambit (Stuttgart 1949).